# Белмар (Нью-Джерсі)
Белмар (англ. Belmar) — місто (англ. borough) в США, в окрузі Монмаут штату Нью-Джерсі. Населення — 5907 осіб (2020).

## Географія
Белмар розташований за координатами 40°10′47″ пн. ш. 74°1′28″ зх. д. / 40.17972° пн. ш. 74.02444° зх. д. (40.179663, -74.024440).  За даними Бюро перепису населення США в 2010 році місто мало площу 4,27 км², з яких 2,71 км² — суходіл та 1,56 км² — водойми.

### Клімат
| Клімат : Белмар         | Клімат : Белмар | Клімат : Белмар | Клімат : Белмар | Клімат : Белмар | Клімат : Белмар | Клімат : Белмар | Клімат : Белмар | Клімат : Белмар | Клімат : Белмар | Клімат : Белмар | Клімат : Белмар | Клімат : Белмар | Клімат : Белмар |
| Показник                | Січ.            | Лют.            | Бер.            | Квіт.           | Трав.           | Черв.           | Лип.            | Серп.           | Вер.            | Жовт.           | Лист.           | Груд.           | Рік             |
| Середній максимум, °C   | 4,4             | 5,9             | 9,5             | 14,9            | 20,2            | 25,3            | 28,3            | 27,7            | 24,2            | 18,4            | 12,9            | 7,3             | 16,7            |
| Середня температура, °C | 0,3             | 1,5             | 4,9             | 10,2            | 15,6            | 20,8            | 23,9            | 23,3            | 19,6            | 13,5            | 8,4             | 3,1             | 12,2            |
| Середній мінімум, °C    | −3,9            | −2,9            | 0,4             | 5,5             | 10,8            | 16,3            | 19,4            | 18,9            | 15,1            | 8,6             | 4,0             | −1,2            | 7,6             |
| Норма опадів, мм        | 93              | 79              | 105             | 102             | 90              | 92              | 120             | 114             | 88              | 96              | 102             | 102             | 1183            |
| Вологість повітря, %    | 64.3            | 62.0            | 60.3            | 61.6            | 65.5            | 70.0            | 69.6            | 71.2            | 71.3            | 69.6            | 67.5            | 65.3            | 66.5            |
| ----------------------- | --------------- | --------------- | --------------- | --------------- | --------------- | --------------- | --------------- | --------------- | --------------- | --------------- | --------------- | --------------- | --------------- |
| Джерело: PRISM          |                 |                 |                 |                 |                 |                 |                 |                 |                 |                 |                 |                 |                 |

## Демографія
Згідно з переписом 2010 року, у селищі мешкали 5794 особи в 2695 домогосподарствах у складі 1267 родин. Було 3931 помешкання
Расовий склад населення:
| - 87,1 % — білих - 3,5 % — чорних або афроамериканців - 0,9 % — азіатів - 0,2 % — корінних американців - 0,1 % — вихідців з тихоокеанських островів - 5,7 % — осіб інших рас |

До двох чи більше рас належало 2,5 %. Частка іспаномовних становила 16,8 % від усіх жителів.
За віковим діапазоном населення розподілялося таким чином: 16,8 % — особи молодші 18 років, 68,4 % — особи у віці 18—64 років, 14,8 % — особи у віці 65 років та старші. Медіана віку мешканця становила 41,9 року. На 100 осіб жіночої статі у селищі припадало 106,3 чоловіків;  на 100 жінок у віці від 18 років та старших — 108,3 чоловіків також старших 18 років.
Середній дохід на одне домашнє господарство  становив 81 370 доларів США (медіана — 62 083), а середній дохід на одну сім'ю — 106 066 доларів (медіана — 92 404). Медіана доходів становила 54 688 доларів для чоловіків та 47 037 доларів для жінок. За межею бідності перебувало 9,7 % осіб, у тому числі 20,4 % дітей у віці до 18 років та 7,8 % осіб у віці 65 років та старших.
Цивільне працевлаштоване населення становило 3221 осіб. Основні галузі зайнятості: освіта, охорона здоров'я та соціальна допомога — 24,8 %, мистецтво, розваги та відпочинок — 16,7 %, роздрібна торгівля — 11,9 %, науковці, спеціалісти, менеджери — 10,6 %.